# Vega Island

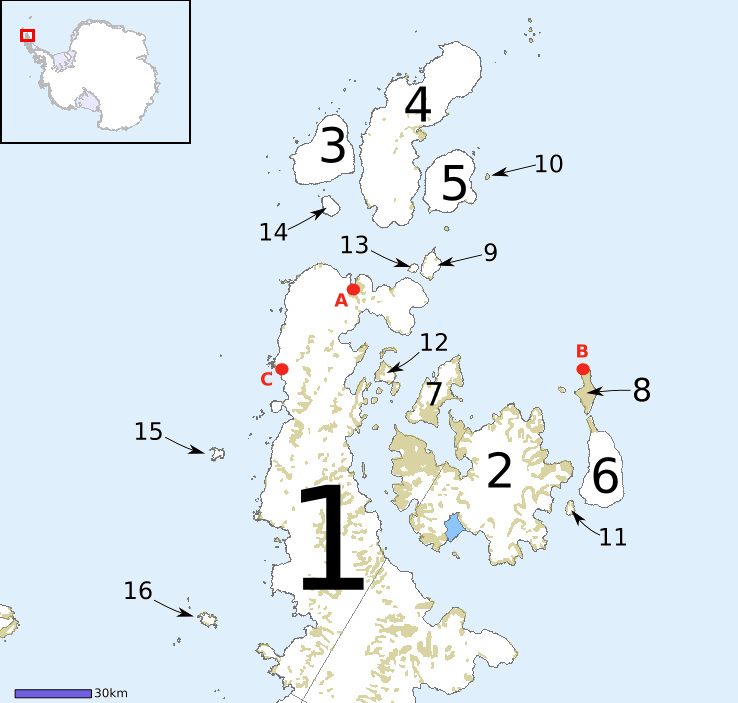
Norra Graham Land och omkringliggande öar.
1 Antarktiska halvön, 2 James Ross Island, 3 D'Urville-ön, 4 Joinville Island, 5 Dundee Island, 6 Snow Hill Island, 7 Vega Island, 8 Seymourön, 9 Andersson Island, 10 Paulet Island, 11 Lockyer Island, 12 Eagle Island, 13 Jonassen Island, 14 Bransfield Island, 15 Astrolabe, 16 Zigzag Island.

Vega Island är en ö i Antarktis. Den ligger i havet utanför Antarktiska halvön, i ett område som Argentina, Chile och Storbritannien gör anspråk på.